# JAAS
Java Authentication and Authorization Service, o JAAS, pronunciado como "Jazz", es una Interfaz de Programación de Aplicaciones que permite a las aplicaciones Java acceder a servicios de control de autenticación y acceso.
Para usar PAM con JAAS se necesita un puente PAM:
- http://sourceforge.net/projects/jaas-pam/
- http://jpam.sourceforge.net/